# Triple autoportrait
Triple autoportrait (titre original en anglais : Triple Self-Portrait) est une illustration de couverture de magazine de Norman Rockwell, peinte à l'huile sur toile pour le numéro du Saturday Evening Post du 13 février 1960, à l'occasion de la parution de son autobiographie dont le magazine publiait les premières pages. Dans cette œuvre, Rockwell se représente lui-même en train de se regarder dans un miroir afin de disposer d'un modèle pour peindre son autoportrait. L'artiste utilise ici une mise en abyme qui consiste à incruster dans une image cette image elle-même, comme dans le tableau de Johannes Gumpp en 1646, autre exemple notable de triple autoportrait. 
Le tableau original fait partie des collections du musée Norman Rockwell à Stockbridge dans le Massachusetts.

## Description
Ce triple autoportrait servit d'illustration pour la couverture du Saturday Evening Post du 13 février 1960. Norman Rockwell se représente de dos, en train de se regarder dans un miroir pour peindre son propre portrait. Tout en présentant de façon réaliste le travail du peintre, celui-ci est montré sous trois aspects différents : de dos, dans le reflet du miroir, et sous la forme de l'autoportrait qu'il est en train de réaliser sur la toile. On aperçoit même une quatrième représentation sur un croquis punaisé sur la toile, près du coin en haut à gauche.
Norman Rockwell, vêtu d'une blouse bleue, d'une chemise rouge avec un nœud papillon et d'un pantalon gris clair, est assis sur un tabouret. Sa main droite posée sur un appuie-main peint la toile, et sa main gauche tient une palette de couleurs. Sur une chaise un livre d'art est ouvert à plat, sur lequel est posé un verre de whisky et un tube de couleur. On distingue de nombreux marque-pages. À l'arrière du livre, Rockwell a posé un miroir dont le cadre doré est surmonté d'un aigle sculpté, symbole des États-Unis d'Amérique et d'un blason aux couleurs de son pays. L'autoportrait dessiné sur la toile montre le visage de l'artiste, de trois-quarts, une pipe au coin de la bouche. L'image qu'il reflète dans le miroir le montre portant des lunettes dont les reflets masquent les yeux. Un casque de pompier, acheté à Paris en 1923 dans un magasin d'antiquités, surmonte le chevalet et rappelle que son atelier d'Arlington a été dévasté par un incendie en 1943. Des pinceaux, des allumettes usagées, un tube de peinture ouvert gisent au sol. Un autre clin d’œil à l'incendie de son atelier est figuré par la poubelle métallique, remplie de papiers froissés d'où s'échappe de la fumée provenant d'une cigarette. À gauche, il a punaisé sur sa toile un dessin au fusain : il s'agit de cinq études pour son autoportrait. À droite, des reproductions de tableaux anciens sont également punaisées : il s'agit des autoportraits de Dürer, Picasso, Rembrandt, et Van Gogh. Le tableau porte l'inscription « Norman Rockwell » sur la toile qu'il peint, en bas à droite. 

Trois des quatre autoportraits reproduits par Rockwell
Albrecht Dürer Autoportrait (1498)
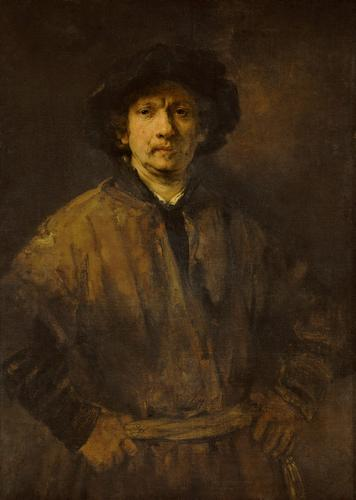
Rembrandt, Autoportrait (1652)
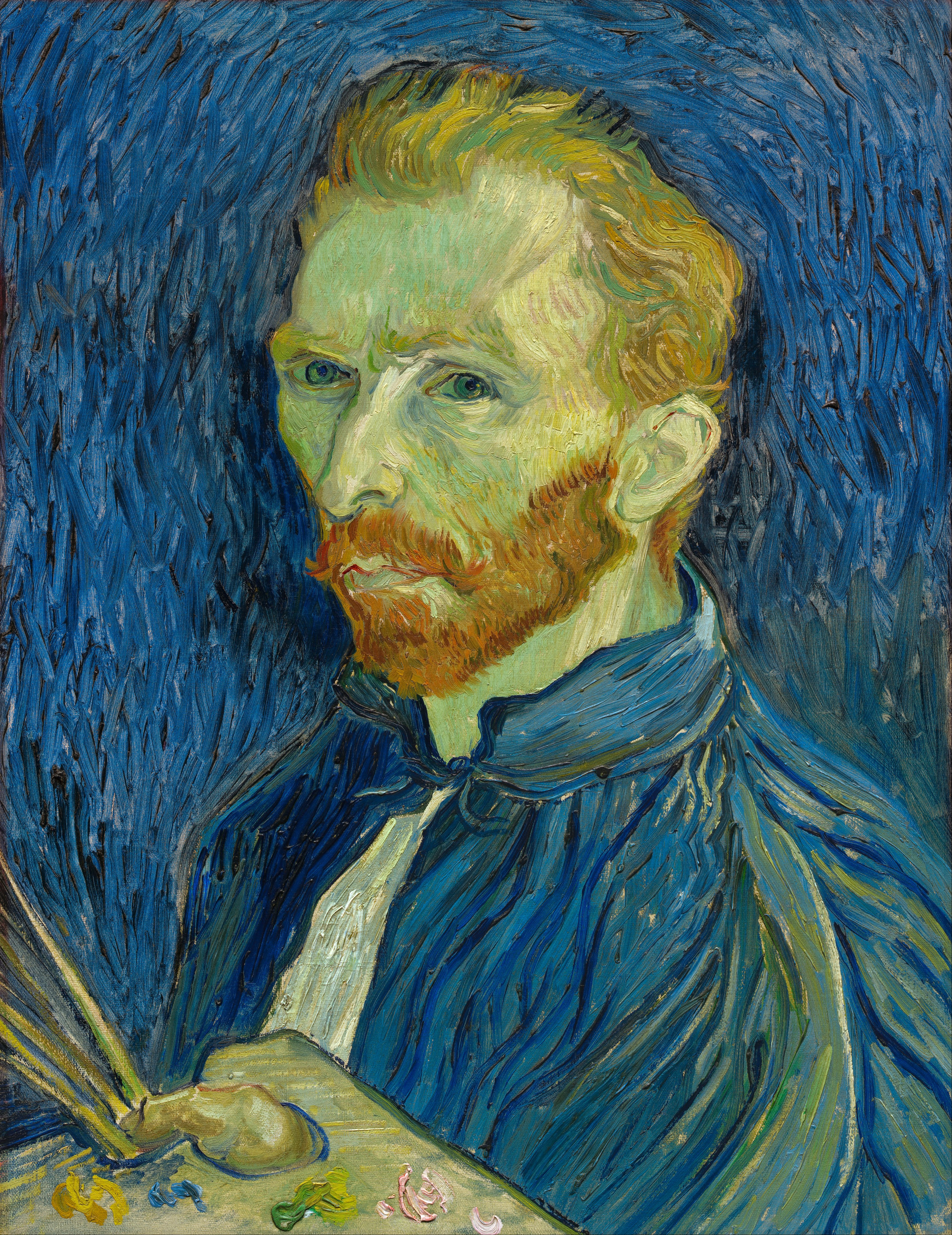
Van Gogh, Portrait de l'artiste (1889)

## Thème et inspiration

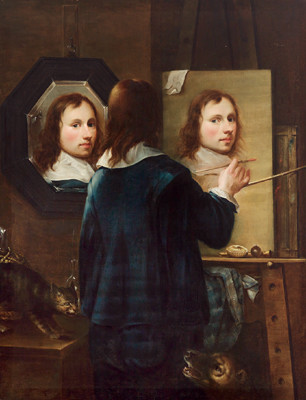
Johannes Gumpp Autoportrait 1646. Premier exemple de triple autoportrait dans la peinture.

C'est le second autoportrait de Norman Rockwell publié pour une couverture du Saturday Evening Post, il s'était déjà représenté de dos, confronté à une toile blanche pour Blank Canvas, illustration du numéro du 8 octobre 1938. Hormis ces deux œuvres, il s'est aussi représenté en personnage secondaire de plusieurs couvertures à la manière des caméos d'Alfred Hitchcock. Il figure comme un passant ou en observateur d'une scène dans les couvertures Soldier's Homecoming ou University Club, en tant qu’ancêtre d'un arbre généalogique pour Family Tree, ou comme victime de commérages pour The Gossips. 
L'œuvre est conçue comme la représentation symbolique de Rockwell en tant qu'artiste. Les détails contribuent à la narration de la scène. Aucun élément n'est laissé au hasard, et est soigneusement choisi dans ce but. Ils donnent des indications sur les goûts artistiques et personnels du peintre. La fumée qui sort de la poubelle remplie de papiers, est une allusion à un événement passé de la vie de l'artiste, en 1943, une allumette mal éteinte jetée dans une corbeille de papier causa un incendie qui détruisit son atelier d'Arlington. L’absence de lunettes sur le portrait, à la différence de son reflet dans le miroir, est interprétée par Susan Meyer comme la dissociation entre l'homme du miroir et celui de la toile.

## Citation
Le Triple autoportrait est cité par Steven Spielberg dans le début de son film le Pont des espions .